# Канатна дорога Тейде
28°16′12″ пн. ш. 16°38′20″ зх. д. / 28.27° пн. ш. 16.639° зх. д.
Канатна дорога Тейде (ісп. Teleférico del Teide) — пасажирська канатна дорога у Національному парку Тейде на острові Тенерифе (Канарські острови); найвища канатна дорога в Іспанії. 
Нижня станція розташована на висоті 2 356 м над рівнем моря, а верхня — на вулкані Тейде на висоті 3 555 м. Канатна дорога обладнана двома кабінами, розрахованих на 44 пасажира, а час підйому складає близько 8 хвилин.
Канатна дорога була відкрита 18 липня 1971 року; у період з 1999 по 2007 роки була модернізована обладнанням австрійсько-швейцарської компанії Doppelmayr.

## Історія

### Передісторія
Протягом історії були висунуті різні ідеї і пропозиції побудувати канатну дорогу, яка б полегшила підйом для відвідувачів на вулкан Тейде. Тим не менш, єдиний проект, який був зрештою реалізований, належав Андресу де Арройо-і-Гонсалес де Чавесу (1883—1968). Під час своєї поїздки у Німеччину і Швейцарію в 1929 році, він був здивований кількістю канатних доріг в регіонах, які він відвідав і вражаючими видами, які відкривалися із верхніх станцій. Після повернення він невпинно працював, аби побудувати канатну дорогу на Тейде, щоб усі відвідувачі змогли легко піднятися на вершину і звідти насолоджуватися краєвидами.

### Проєкт
У 1930 році інженер шляхів і сполучень Хосе Очоа Бенхумеа (1894—1965) створив початковий проєкт спорудження канатної дороги. Це була система типу підвісного фунікулера, розділеного на два прольоти. Перший проліт пов'язував гору Маху́а із горою Фрі́я і мав дві підвісні кабіни, розраховані на 35 пасажирів, що рухались у протилежному напрямку. На другому прольоті до останнього майданчика рухалась тільки одна кабіна місткістю 15 пасажирів.
У 1960 році був доопрацьований остаточний проект, в основу якого ліг оригінальний проект Очоа. У цьому остаточному проекті базовий майданчик був перенесений з гори Махуа на теперішнє місце, через що були виграні значні кошти, призначені на будівництво однієї опорної вежі і на покупку великої кількості тросу. Остаточний проект був розроблений під керівництвом інженера шляхів і сполучень Мігеля Пінтор Домінго і промислового інженера Франсіско Трухільйо Армаса.

### Розташування
Було вибрано таке місце розташування канатної дороги, щоб оптимально використовувати крутизну схилу для зручного розміщення опорних веж, простягнувши пряму лінію з першого базового майданчика до середнього, який був обраний саме тому, що перебував на твердій стабільній скелі. Окрім цього, саме таке розташування дозволяло доїжджати до останнього майданчика без спорудження опорних веж.

### Будівництво і відкриття

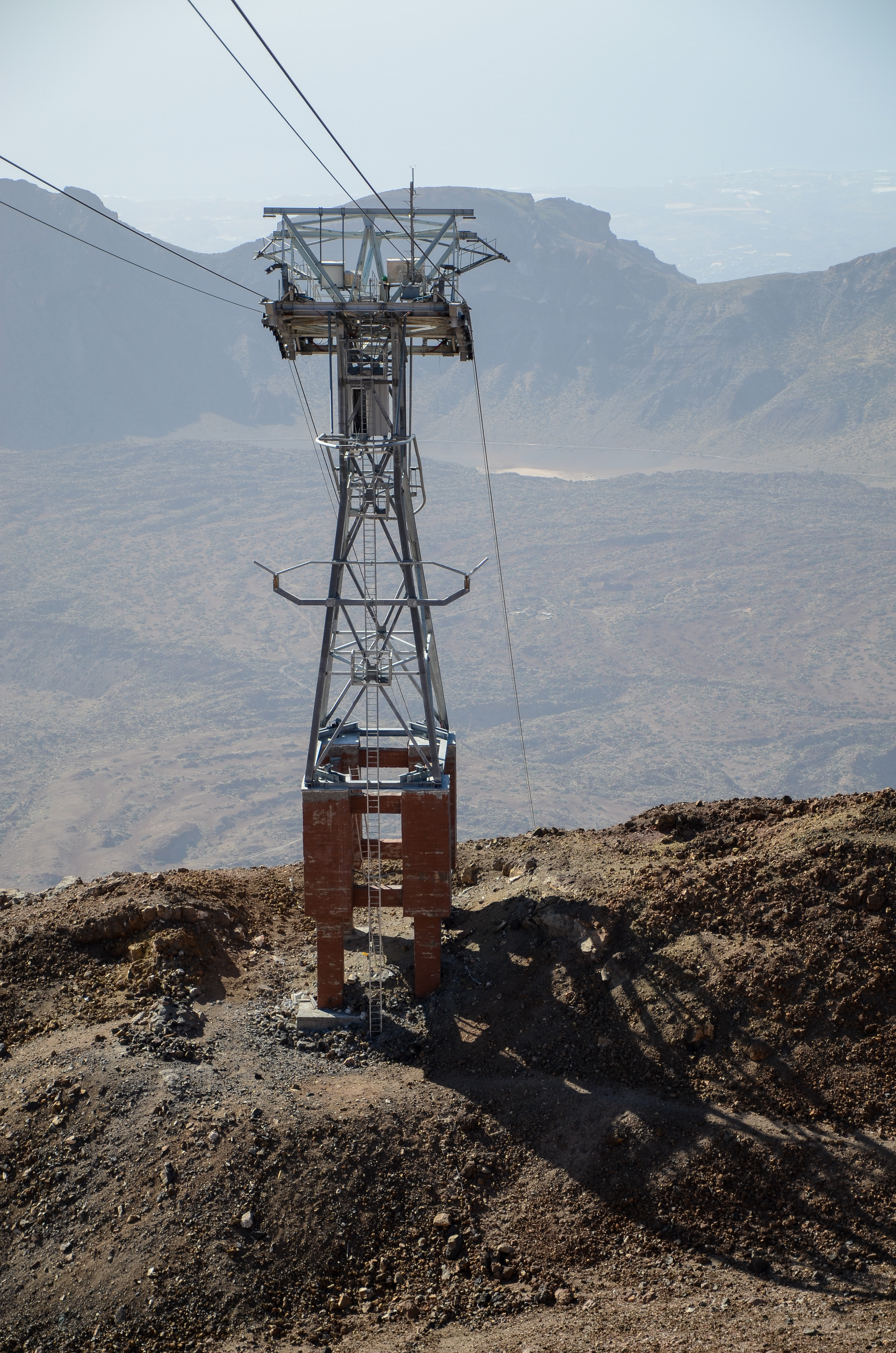
Опорна вежа

У квітні 1962 року розпочалось будівництво канатної дороги зі зміцнення першого базового майданчика для подальшого зведення на ньому конструкцій. Ця робота була закінчена в 1963 році, і було визначено точне місце розташування майданчиків і чотирьох опорних веж, що підтримують троси.
4 вересня 1963 року розпочалося спорудження дороги, яка веде до першого майданчика. Всього спорудження канатної дороги тривало 8 років, а роботи були завершені 27 липня 1971 року відкриттям її першого прольоту. Найскладніший період робіт припав на зимовий період, оскільки через низькі температури і сніг працювати можна було тільки на першому майданчику. Спочатку всі матеріали доставлялися на віслюках або на плечах самих робітників до тих пір, поки не був встановлений підйомний кран, і до того ж, в 1967 році почала працювати додаткова підвісна дорога, що значно полегшило працю робітників. Спорудження опор і цементування здійснювало підприємство Entrecanales y Tabora S.A., а установку канатної дороги — італійське підприємство Ceretti e Tanfani S.A.
Урочисте відкриття канатної дороги відбулось 18 липня 1971 року, а 2 серпня було перевезено перших пасажирів.

### Модернізація
У період з 1999 по 2007 роки була проведена модернізація дороги обладнанням австрійської компанії Doppelmayr, були замінені старі кабіни новими, розробленими з урахуванням аеродинамічних характеристик і з більш сучасним дизайном. Також були замінені троси і всі чотири опорні вежі. Така реконструкція була викликана зростанням потреб туристів. Також були замінені машини-підйомники і електростанція. Зазнала змін і система безпеки.

## Опис
Канатна дорога зв'язує дві станції: нижня станція розташована на висоті 2 356 м над рівнем моря, а верхня — на вулкані Тейде на висоті 3 555 м. Канатна дорога обладнана двома кабінами, розрахованих на 44 пасажира, а час підйому складає близько 8 хвилин.
Нижня станція облаштована паркінгом на 220 машиномісць. Гірська туристична база має зону відпочинку, кафе і ресторан типу буфет з видом на Національний парк Тейде, а також є магазин і громадські туалети.
На верхній станції розташовані невеликий холл з туалетами і громадським телефоном.

## Галерея

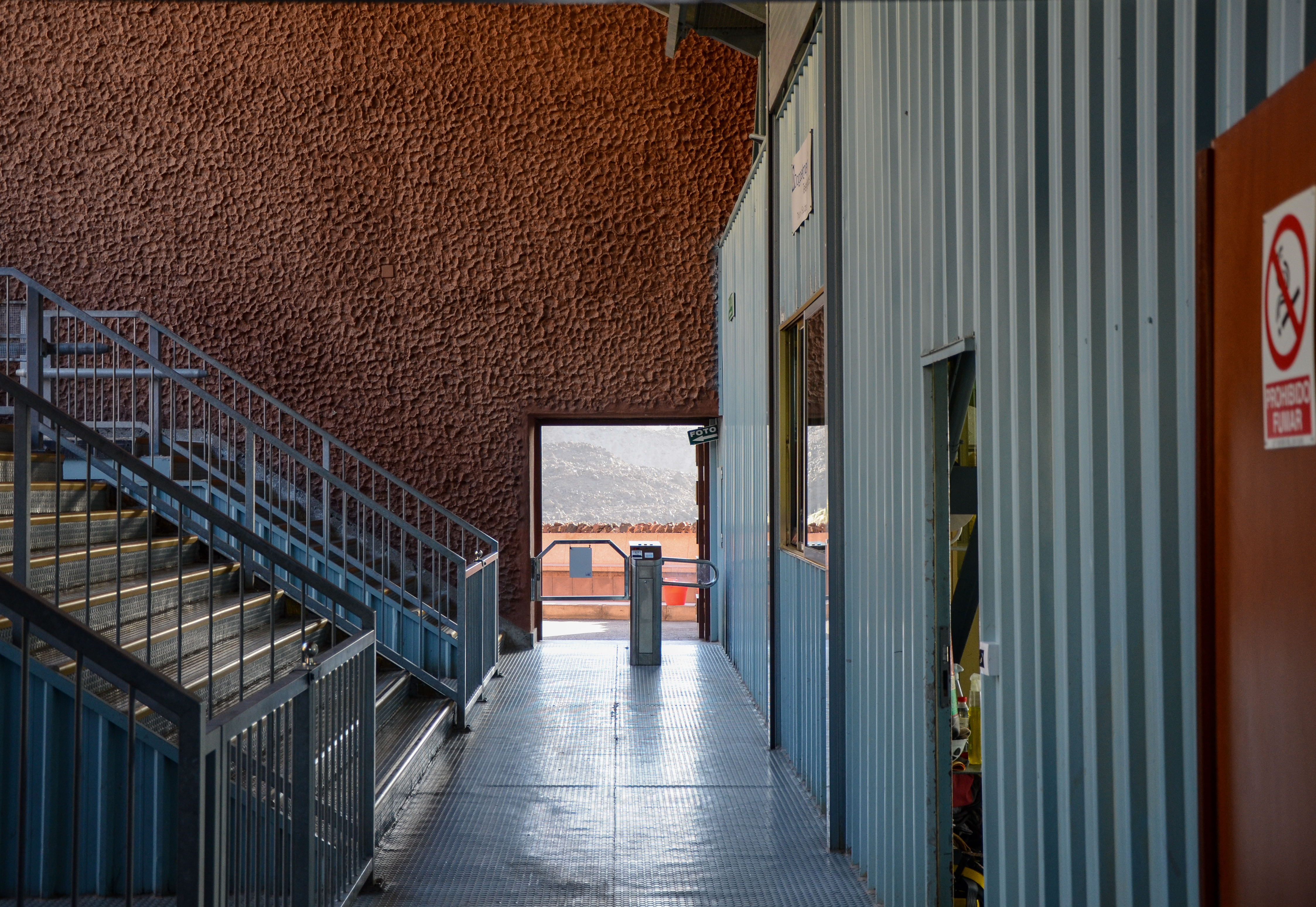
Нижня станція
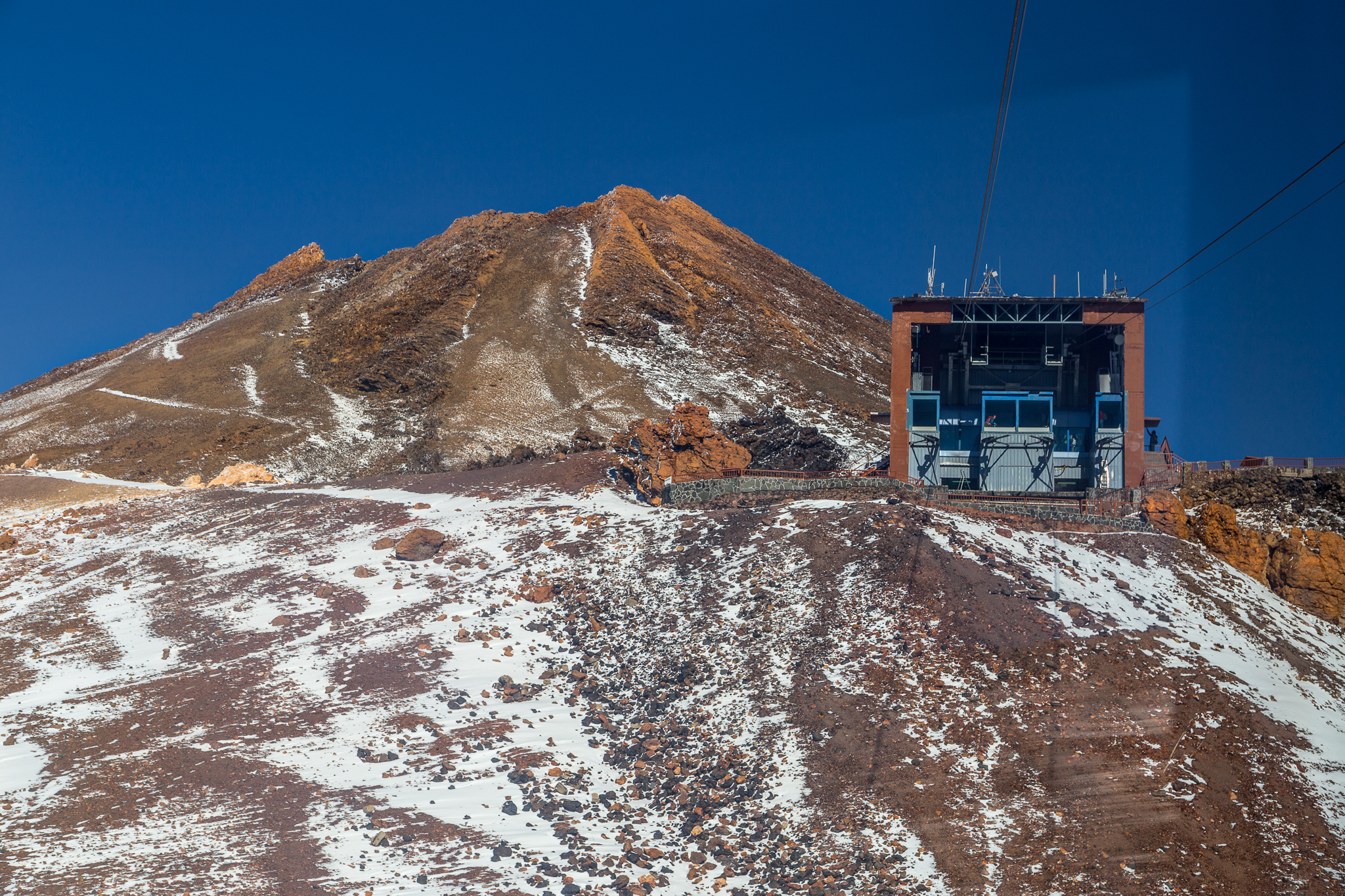
Верхня станція
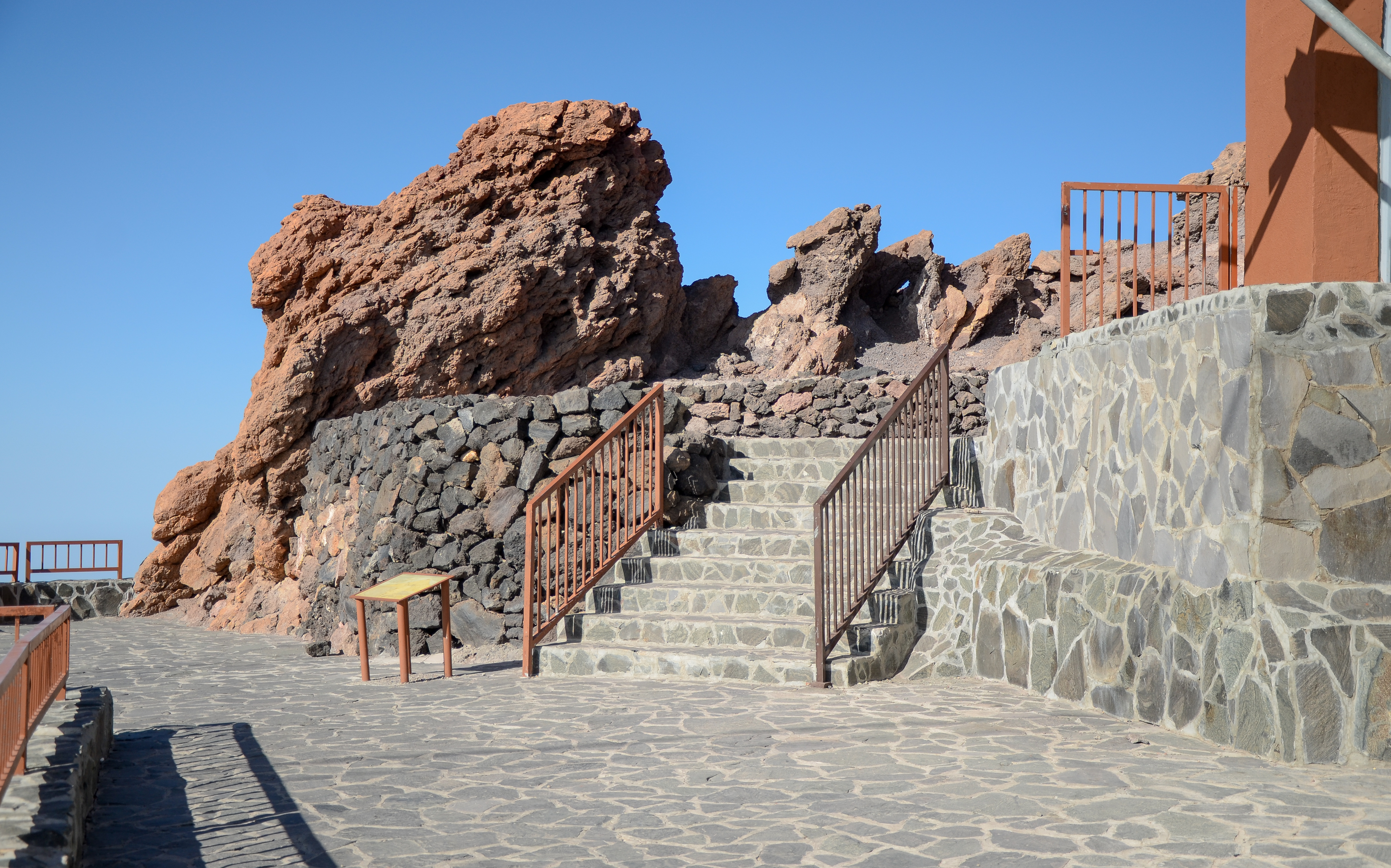
Майданчик на верхній станції
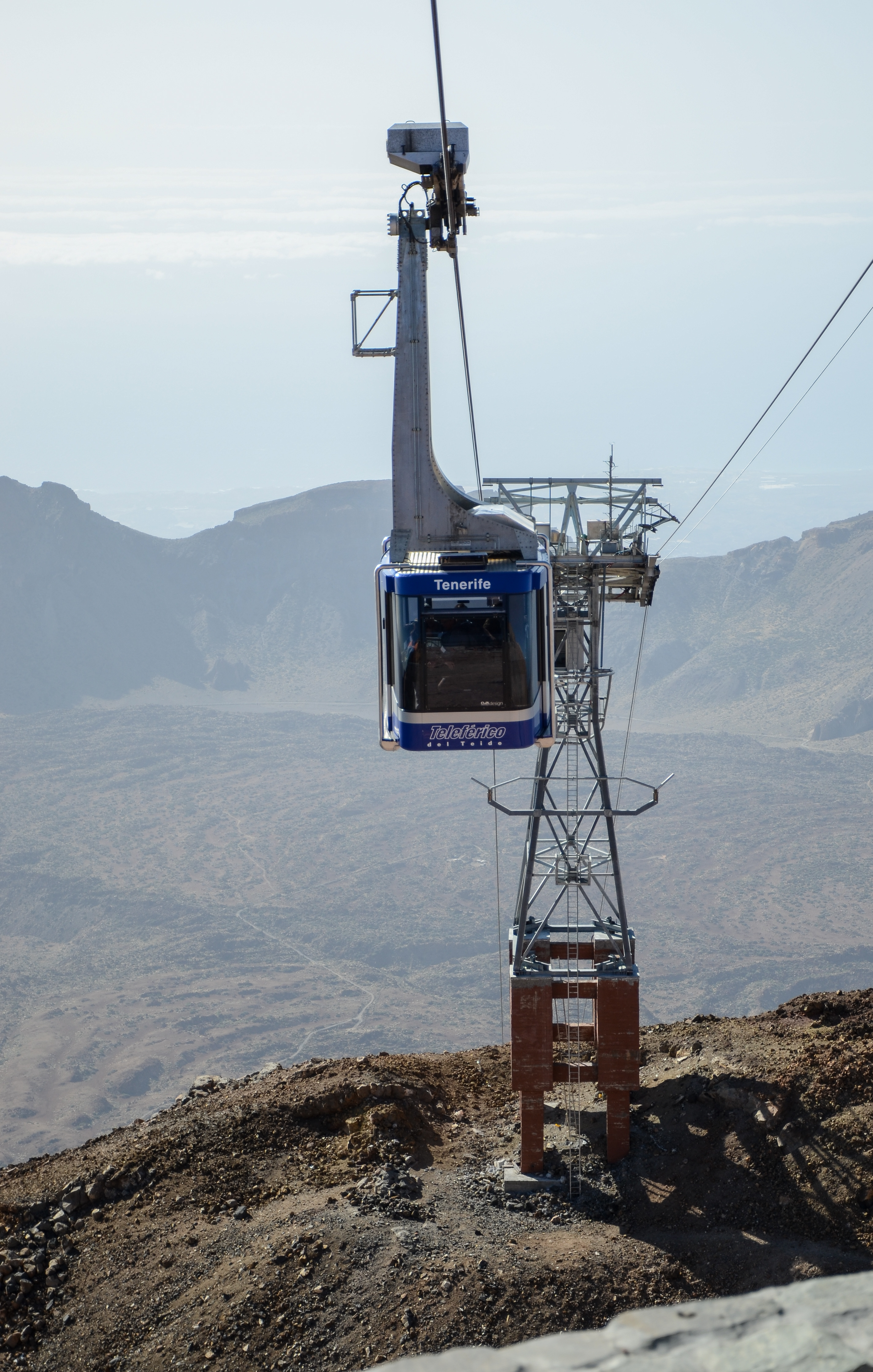
Кабіна канатної дороги